# Conus tulipa
Conus tulipa (nomeada, em inglês, Tulip Cone ou Fish Hunting Cone Snail; na tradução para o português, "Conus tulipa" - provável que assim denominada por certas nuances de sua coloração - ou "cone caçador de peixes" - embora não seja a única que assim proceda) é uma espécie de molusco gastrópode marinho predador do gênero Conus, pertencente à família Conidae. Foi classificada por Carolus Linnaeus em 1758, descrita em sua obra Systema Naturae. É nativa do Indo-Pacífico e considerada uma das seis espécies de moluscos Conidae potencialmente perigosas ao homem, por apresentar uma glândula de veneno conectada a um mecanismo de disparo de sua rádula, em formato de arpão, dotada de neurotoxinas que podem levar ao óbito.

## Descrição da concha
Conus tulipa possui uma concha cônica, fina e leve, com uma espiral baixa, de nodulosidades pouco visíveis, em seu ângulo com a última volta, dotada de relevo exterior curvo, convexo, mais ou menos acentuado, dando-lhe um aspecto geral arredondado; com no máximo 9.5 centímetros de comprimento e de coloração geral branco-rosada e alaranjada a vermelho-amarronzado, com marcações mais ou menos difusas, por toda a sua superfície, incluindo linhas espirais pontilhadas visíveis. Abertura levemente arredondada, com lábio externo fino e interior branco até purpureado; mais alargada na segunda metade da concha, em direção a seu canal sifonal.

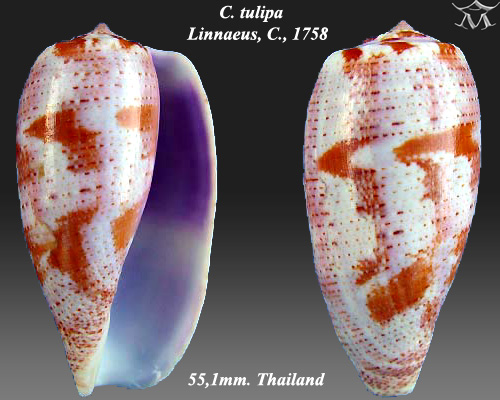
Fotografia com duas vistas de uma concha de Conus tulipa Linnaeus, 1758.
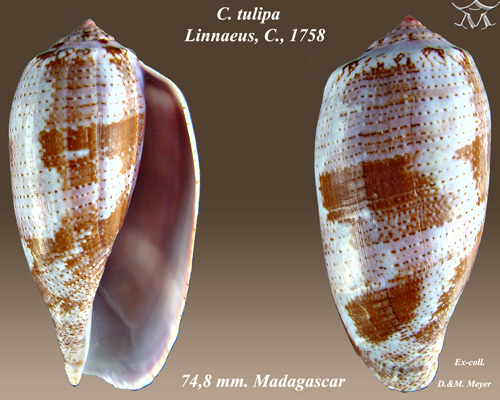
Fotografia com duas vistas de uma concha de Conus tulipa Linnaeus, 1758.
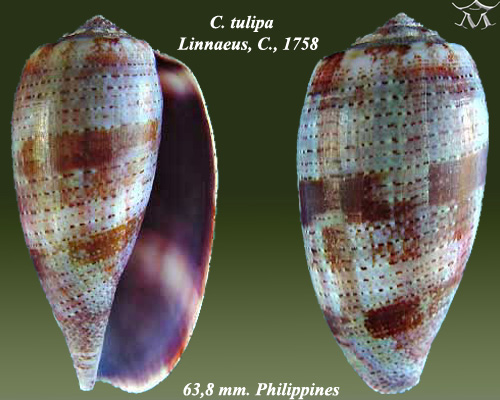
Fotografia com duas vistas de uma concha de Conus tulipa Linnaeus, 1758.

## Habitat e distribuição geográfica
Esta espécie é encontrada espalhada no Indo-Pacífico e Pacífico Ocidental, exceto Havaí, na Polinésia Francesa (lá tornando-se rara, no arquipélago da Sociedade, e mais comum em Tuamotu), ilhas Marshall, Nova Caledônia, até a Austrália (Queensland), Filipinas e Japão (Ryūkyū), em direção à África Oriental, no oceano Índico, a pouca profundidade e em fundos rochosos e coralinos da zona nerítica. Nas ilhas de Kwajalein foi vista sob rochas nos arrecifes da zona entremarés; também vistas em canais rasos, nos arrecife a sotavento, em profundidades de cerca de 5 metros. É uma espécie carnívora, que se alimenta de peixes, imobilizando sua presa com sua rádula como um arpão, empregando conotoxinas para atordoá-la; se abrigando durante o dia e saindo para caçar à noite. Em humanos, a morte pode ocorrer.